# 522 (tal)
522 är det naturliga heltal som följer 521 och följs av 523.

## Matematiska egenskaper
- 522 är ett jämnt tal.
- 522 är ett sammansatt tal.
- 522 är ett praktiskt tal.
- 522 är ett ymnigt tal.
- 522 är ett harshadtal.
- 522 är ett ulamtal.

## Inom vetenskapen
- 522 Helga, en asteroid.